# دوغ كيستلر
دوغ كيستلر (بالإنجليزية: Doug Kistler)‏ مواليد 21 مارس 1938 - الوفاة 29 فبراير 1980، كان لاعب كرة سلة أمريكي. بدأ مسيرته الاحترافية في سنة 1961. تم اختياره من قبل فريق ديترويت بيستونز خلال الدرافت. حمل الرقم 5. بلغ طوله 6 قدم 9 بوصة (2.1 م). اعتزل اللعب في 1962.

## روابط خارجية
- دوغ كيستلر على موقع إن بي أي (الإنجليزية)
- دوغ كيستلر على موقع سبورتس رفرنس (الإنجليزية)
- دوغ كيستلر على موقع كلية كرة السلة في سبورتس رفرنس.كوم (الإنجليزية)
- دوغ كيستلر على موقع ريلجم (الإنجليزية)
- دوغ كيستلر على موقع بروبوليرز (الإنجليزية)